# 877 Валькірія
877 Валькірія (877 Walküre) — астероїд головного поясу, відкритий 13 вересня 1915 року.
Тіссеранів параметр щодо Юпітера — 3,453.
Названо на честь опери Ріхарда Вагнера «Валькірія».